# Billund Kirke
Billund Kirke er en kirke i Grene Sogn, Ribe Stift, beliggende i Billund Centret i Billund, der blev udført i 1973.
Idéen bag kirken og resten af centret kom fra den daværende direktør for Lego Godtfred Kirk Christiansen, og blev muliggjort ved midler fra Ole Kirks fond.
Kirken ligger i centrets sydvestlige hjørne, med korpartiet vendt mod vest. Inventarets farve er valgt med inspiration fra Tempelpladsens Kirke i Helsinki. Træværket og bænkenes hynder er violet. Det samme er Orglet, der har 17 og blev bygget af P.G. Andersen & Bruhn Orgelbyggeri i 1973. Gulvet har betonfliser med blank overflade, og hele murværket er i moccafarvede teglsten. Kirken har et 17 meter højt, fritliggende klokketårn, hvori der i 1982 blev opsat et klokkespil med 29 klokker. Altersølvet og et hamret dåbsfad i sterlingsølv, samt et stort kors bestående af små kors, blev udført af Helga og Bent Exner. Alterbordsløberne og messehaglerne, der blev udført af Inge Toft, skiftes ud efter kirkeårets liturgiske farver.

## Eksterne kilder og henvisninger
1. 1 2  Risom, Henrik (1990).  Norman Svendsen, Margit; Norman Svendsen, Erik (red.). Nyere Danske Kirker. Valby: Unitas Forlag. s. 26-27. ISBN 87-7517-255-0.

- Wikimedia Commons har flere filer relateret til Billund Kirke
- Billund Kirke hos KortTilKirken.dk